# الحوادث الصمية والخثارية بعد التطعيم
تعتبر الحوادث الصمية والخثارية بعد التطعيم، والتي يطلق عليها أيضًا قلة الصفيحات المناعية الناتجة عن اللقاح، نوعًا نادرًا من أنواع تخثر الدم لوحظت في البداية عند عدد قليل جدًا من الأشخاص الذين تلقوا سابقًا لقاح أوكسفورد-أسترازينيكا، لوحظت لاحقًا أيضًا في لقاح جونسون آند جونسون ما أدى إلى تعليق استخدامه حتى الانتهاء من إعادة تقييم سلامته.
في أبريل 2021، حدثت الشركات المسؤولة معلوماتها لمتخصصي الرعاية الصحية حول اللقاح، بقولهم إنه (يعتبر أمرًا معقولًا) وجود علاقة سببية ما بين التطعيم وحدوث تجلط الدم مع قلة الصفيحات، وعلى الرغم من هذه التفاعلات العكسية نادرة جدًا، فقد تجاوزت ما هو متوقع عند عامة السكان.

## العلامات والأعراض
قد تظهر أعراض الجلطات المرتبطة بلقاح كوفيد-19 بعد 5-28 يومًا من تناوله. أُبلغ عن حدوث عدة أنواع من الخثرات عند الأشخاص الذين يعانون من: خثرات في الجيوب الأنفية الوريدية الدماغية والأوردة الحشوية. قد تسبب خثرة الجيوب الوريدية الدماغية حدوث صداع شديد وأعراض تشبه السكتة الدماغية (ضعف في الأطراف أو عضلات الوجه)، بالإضافة إلى النوبات والغيبوبة. قد تسبب خثرة الوريد الطحالي ألمًا في البطن واحتباسًا للسوائل في التجويف البطني ونزيفًا معديًا معويًا.
يمكن أن تحدث أيضًا أشكال أخرى من الخثار، مثل الصمات الرئوية وهي الأكثر شيوعًا. أُبلغ عن حدوث حالات من تجلط الدم الشرياني. يظهر انخفاض عدد الصفيحات الدموية على شكل كدمات صغيرة تحت سطح الجلد بالقرب من موقع الحقن.
سُجّلت حالات من التخثر المنتشر داخل الأوعية، وهي انتشار جلطات دموية في جميع أنحاء الأوعية الدموية في الجسم. تسبب هذه الحالة مجموعة من الأعراض، بما في ذلك النزيف غير الطبيعي، والزلة التنفسية، والألم الصدري، والأعراض العصبية، وانخفاض الضغط الدموي.

## الأسباب
أثار التكرار المتزامن لقلة الصفيحات (انخفاض عدد الصفيحات الدموية) مع جلطات الدم بعد التطعيم القلق بشأن هذه الحالة. في العديد من الحالات اكتُشف ترافق تجلط الدم الحاد مع نقص الصفيحات بعد التطعيم ضد فيروس كورونا، مع العامل 4. تحدث هذه الظاهرة غالبًا عند بعض الأشخاص الذين تعالجوا بالهيبارين سابقًا. لكن في حالات نادرة، فُسّرت هذه الظاهرة على أنها استجابة مناعية ذاتية عند أشخاص لم يتعالجوا بالهيبارين. إحدى السمات البارزة لقلة الصفيحات مع وجود الأجسام المضادة لـ (بي إف فور) هي ميل البعض إلى الإصابة بتجلط الدم، وهي ظاهرة تسمى قلة الصفيحات التي يسببها الهيبارين.
قلة الصفيحات هي بشكل عام أحد الأعراض الشائعة بعد أو أثناء العديد من حالات العدوى الفيروسية، وأُبلغ عنها باستمرار بعد إعطاء ناقلات الجينات الفيروسية، على الرغم من أن آلياتها ليست واضحة بعد.
في 7 أبريل 2021، وُجد أن أحد التفسيرات المعقولة للجمع ما بين الجلطات الدموية وانخفاض الصفيحات الدموية هو استجابة مناعية تؤدي إلى حالة مشابهة للحالة التي تُرى أحيانًا عند المرضى المعالجين بالهيبارين.

## التشخيص
في المملكة المتحدة، أصدرت الكلية الملكية لطب الطوارئ مبادئ توجيهية للحالات المشتبه بها. إذ يخضع الشخص الذي تظهر عليه أعراض مقلقة تشبه مضاعفات الجلطات المحتملة في الفترة ما بين 5 و28 يومًا بعد إعطاء اللقاح للتقييم الصحي وذلك عبر إجراء تعداد الدم الكامل (الذي يتضمن تعداد الصفيحات الدموية) باعتباره الفحص الأولي. في حال انخفاض عدد الصفيحات الدموية عن الحد الطبيعي، يجب استشارة أخصائي أمراض دم.

## التدبير
توصي الإرشادات الأخيرة استخدام مضادات التخثر البديلة عن الهيبارين، إذ يوجد احتمال أن يؤدي إلى تفاقم الظاهرة. لا يُنصح بنقل الصفيحات الدموية، لأن هذا أيضًا قد يؤدي إلى تفاقم تجلط الدم. توصي إرشادات المملكة المتحدة الصادرة عن الجمعية البريطانية لأمراض الدم بإعطاء الغلوبولين المناعي الوريدي بهدف تقليل مستويات الأجسام المضادة المسببة للأمراض.

## الوبائيات
سجل معهد بول إيرليش 31 جلطة وريدية دماغية وتسع حالات وفاة من أصل 2.7 مليون ممن استخدموا لقاح أوكسفورد-أسترازينيكا في ألمانيا. في 2 أبريل 2021، أبلغت وكالة تنظيم الأدوية ومنتجات الرعاية الصحية في المملكة المتحدة عن 22 حالة من الجلطات الدماغية وثماني حالات أخرى من مشاكل التخثر المرتبطة بانخفاض مستوى الصفيحات الدموية. أفاد المعهد بعدم العثور على أي اختلاطات من هذا النوع بعد التطعيم بلقاح فايزر-بايو إن تك.
يبدو أن ملاحظات ألمانيا عن هذه الاختلاطات النادرة تتعلق غالبًا بالنساء اللواتي تقل أعمارهن عن 55 عامًا. ومع ذلك، نظرًا لأن ألمانيا كانت تقصر سابقًا لقاح أوكسفورد-أسترازينيكا على الأعمار الأقل من 65 عامًا، كان السكان الذين أخذوا هذا اللقاح أصغر سنًا نسبيًا، وبالتالي احتوت نسبة أعلى من النساء اللائي يتناولن حبوب منع الحمل، ومن المعروف أن الجلطات الدماغية أكثر احتمالًا عند النساء اللواتي يستخدمن موانع الحمل الهرمونية. في المقابل، طبقت المملكة المتحدة لقاحي فايزر وأوكسفورد-أسترازينيكا بشكل عام على الفئات الأكبر سنًا أولًا، ثم الفئات الأصغر.
وفقًا لوكالة الأدوية الأوروبية، اعتبارًا من 28 مارس 2021، كان المعدل المبلغ عنه لمثل هذه الحوادث أقل مما هو عليه عند السكان عمومًا، ولكنه أعلى مقارنة بالمرحلة ما قبل الوباء. أكدت الوكالة أيضًا أنه لا يوجد دليل على أن هذه الاختلاطات ناجمة عن اللقاحات، ولكن لا يمكن استبعاد الاحتمال تمامًا. وبناءً على ذلك، نصحت الوكالة الأشخاص الذين تلقوا اللقاح وعانوا من أعراض شبيهة بأعراض بتجلط الدم، بما في ذلك الزلة التنفسية وتشوش الرؤية والصداع الشديد أو المستمر، بطلب العناية الطبية.
في 7 أبريل من عام 2021، صدر بيان مؤقت من منظمة الصحة العالمية مفاده أن هيئتها الاستشارية، وجدت أن أي علاقة سببية ما بين حالات الجلطات الدموية النادرة ولقاح أوكسفورد-أسترازينيكا معقولة ولكنها لم تُؤكد بعد.
في 20 أبريل 2021، وجدت لجنة السلامة التابعة لوكالة الأدوية الأوروبية، صلة محتملة بحالات نادرة جدًا لجلطات دموية غير عادية مع انخفاض عدد الصفيحات الدموية للقاح جونسون آند جونسون؛ وطلبت إدراج هذه الاختلاطات النادرة، المشابهة لتلك المذكورة في لقاح أوكسفورد-أسترازينيكا، كأثر جانبي نادر جدًا.

## تعريف المتلازمة
بدأ عدد من لقاحات كوفيد-19 في الحصول على الموافقة تدريجيًا لإتاحة استخدامها على نطاق واسع في أواخر عام 2020، إذ بدأ عدد اللقاحات بالازدياد من بداية عام 2021، من بينها لقاح أوكسفورد-أسترازينيكا.
في 11 مارس 2021، أصدرت وكالة الأدوية الأوروبية، بيانًا يشير إلى أن الدنمارك أوقفت التطعيم بلقاح أوكسفورد-أسترازينيكا، بسبب وفاة مريض أخذ اللقاح وأُصيب بجلطات دموية. مع ملاحظة وجود تقارير عن إصابة أشخاص آخرين بجلطات دموية بعد اللقاح وأن لجنة السلامة كانت تراجع بالفعل مثل هذه الحالات.
اعتبرت اللجنة الاستشارية العالمية المعنية بسلامة اللقاحات التابعة لمنظمة الصحة العالمية في 19 مارس 2021 أنه من الضروري إصدار بيان يوضح إشارات السلامة المتعلقة بلقاح أوكسفورد-أسترازينيكا، بالنسبة للاختلاطات مثل الصمات الخثارية ونقص الصفيحات وذلك بعد مراجعة البيانات المتاحة والاستنتاجات التي تضمنت أن لهذا اللقاح فائدة إيجابية أكثر من المخاطر، مع قدرته الهائلة على منع العدوى وتقليل الوفيات في جميع أنحاء العالم.